# Born Sandy Devotional
Born Sandy Devotional — третий студийный альбом австралийской инди-рок-группы The Triffids из Перта. Он был выпущен 24 марта 1986 года лейблом Hot Records.
Альбом был записан в студии Mark Angelo Studios в Лондоне в августе 1985 года при участии Джила Нортона в качестве сопродюсера и сведён в студии Amazon Studios в Ливерпуле в сентябре 1985 года. На обложке изображён город Манджера в Западной Австралии, ныне крупный городской центр, каким он был в 1961 году.

## История
Когда мы закончили Born Sandy Devotional, я понял, что это лучшее, что мы когда-либо делали, в этом не было никаких сомнений. Текст был гораздо более автобиографичным, чем всё, что я делал раньше, я чувствовал себя довольно близко к теме. Я поймал себя на том, что почти следую идее верности как абсолютной всепоглощающей вере, которая задаёт направление или что-то в этом роде.
А Born Sandy Devotional? Это название песни, которая не вошла в альбом, о ком-то по имени Сэнди... Мне нравятся такие названия, они сами по себе закон и несут в себе чувство.

Born Sandy Devotional — это кульминация наших усилий, направленных на то, чтобы передать наш более взвешенный лирический подход с физической интенсивностью... ну, не совсем, но это должно сработать. (Дэвид МакКомб)
Born Sandy Devotional стал первым альбомом, записанным со сторонним продюсером. Дэвид Маккомб признался, что в прошлом в группе случались споры по поводу продюсирования. Он сказал, что понимал: «Пришло время пригласить кого-то. Это становится немного сложно, особенно теперь, когда нас шестеро». Их общий публицист, работавший с Echo & the Bunnymen, порекомендовал Гила Нортона. Группа «смирилась с тем, что продюсирует альбом самостоятельно, и мы наняли Гила буквально за три дня до начала записи». Учитывая использование вибрафонов, виолончелей и клавишных, Маккомб полагал, что как минимум половина альбома не будет исполняться вживую.

## Отзывы
| Оценки критиков               | Оценки критиков |
| Источник                      | Оценка          |
| ----------------------------- | --------------- |
| AllMusic                      | [ 5 ]           |
| The Austin Chronicle          | [ 6 ]           |
| Encyclopedia of Popular Music | [ 7 ]           |
| The Great Rock Discography    | 9/10            |
| The Guardian                  | [ 9 ]           |
| Mojo                          | [ 10 ]          |
| PopMatters                    | 7/10            |
| Q                             | [ 12 ]          |
| Sounds                        | [ 13 ]          |
| Stylus Magazine               | B+              |

Альбом получил положительные отзывы музыкальной критики и интернет-изданий.
Мэт Сноу в своей статье для NME описал его как «шедевр… и смело восстанавливает территорию, которую рок покинул, погрузившись в самовлюблённость, и тем самым бросает вызов остальным участникам этого направления. Хватит ли у вас воображения, чтобы принять его?»
Джон Уайлд написал: «Весь остальной рок воет вокруг, выковыривая песок из глаз, а The Triffids в этой ураганной форме превращают его в стаю безногих ящериц. Они явно не торопились, но высвобождают свой истинный шедевр, когда их ближайшие конкуренты засоряют собственные артерии помпой и ледяной претенциозностью».
Адам Свитинг из Melody Maker сказал: «Наконец-то кто-то выпустил Born Sandy Devotional, который был закончен почти год назад, но с тех пор кочует между шатающимися звукозаписывающими компаниями. Бог знает почему, ведь это классика, 10 песен о любви и жизни во враждебном субтропическом ландшафте. Дэвид Маккомб написал большую часть, и это значительное достижение. Его тексты демонстрируют подлинную писательскую проницательность и незаметно вплетаются в его неспешные мелодии… В The Seabirds он исследует тонущую любовную историю в песне настолько яркой, что напоминает короткий рассказ с картинками».
11 августа 2007 года австралийский телеканал SBS выпустил часовой документальный фильм о группе Triffids и альбоме Born Sandy Devotional, представляющем собой серию «Великие австралийские альбомы» 1980-х годов (Great Australian Albums). В октябре 2010 года диск занял пятое место в книге «100 лучших австралийских альбомов» (100 Best Australian Albums).

## Список композиций
Все песни написаны David McComb.
1. «The Seabirds» — 3:20
2. «Estuary Bed» — 4:49
3. «Chicken Killer» — 3:51
4. «Tarrilup Bridge» — 3:21
5. «Lonely Stretch» — 5:02
6. «Wide Open Road» — 4:08
7. «Life of Crime» — 4:24
8. «Personal Things» — 2:57
9. «Stolen Property» — 6:47
10. «Tender Is the Night (The Long Fidelity)» — 3:53

## Чарты
| Чарт (1986)                   | Высшая позиция |
| ----------------------------- | -------------- |
| Австралия (Kent Music Report) | 37             |
| Бельгия/Фландрия (Ultratop)   | 39             |
| Швеция (Sverigetopplistan)    | 18             |